# Japanse mythologie

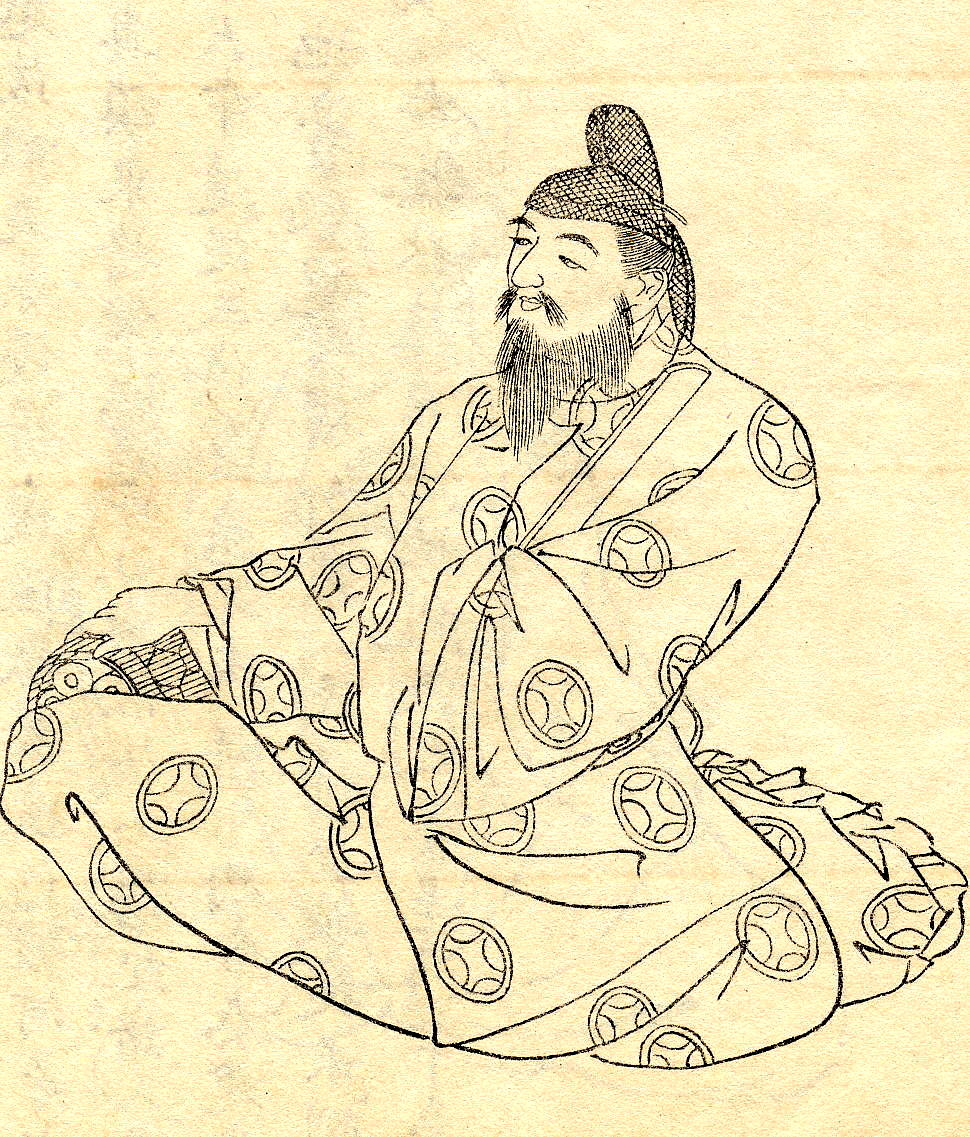
Ono Yasumaro werkte aan de Kojiki, afbeelding door Kikuchi Yosai

De Japanse mythologie bevat de verhalen over het ontstaan van de aarde en van goden en godinnen. De afstamming van de keizer van Japan en diens oorspronkelijke goddelijke status is terug te leiden tot de oudste mythologische goden.

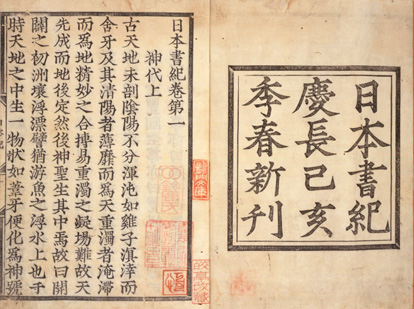
Twee pagina's uit de Nihonshoki, 1599

De Japanse mythen zijn vaak sterk verbonden met plaatsen in het land. Het shintoïsme, de oorspronkelijk religie van Japan is sterk met de mythologie verbonden. Het shintoïsme heeft echter geen uitgebreide theologie, maar er worden kami (natuurgeesten, goden, voorouders of natuurlijke krachten) aanbeden. Sommige kami worden vereenzelvigd met de grotere mythologische goden, zoals met Amaterasu, de zonnegodin.

## De schepping

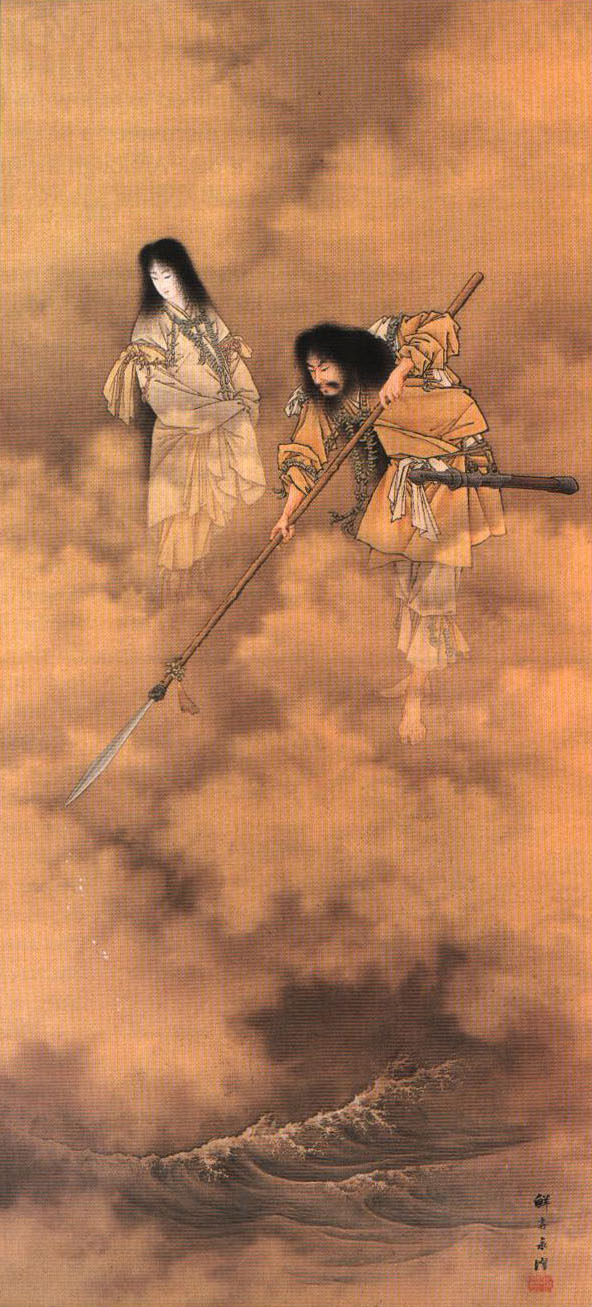
Izanami en Izanagi, ca. 1885

Het heelal bestond oorspronkelijk uit een geheel vormeloze, olieachtige massa. Uit deze massa ontstond de god Amanominakanushi-nokami, en na hem vier andere goden. Deze goden worden Takama-nohara genoemd, wat hoog in de hemel betekent. Na hen kwamen 7 generaties van godenparen, die woonden in de Takama-gahara, de hoge hemelvlakten.
Het laatste godenpaar was Izanagi en Izanami. Vanaf de drijvende hemelbrug roerden zij met een hemelse speer in de duisternis onder hen. Aan de speer kwamen druppels te hangen toen ze hem omhoog haalden. Die druppels vielen van de speer en zo ontstond het eerste land, het eiland Onogoro.

## De verwekking van de wereld
Izanagi (= de verhevene man) en Izanami (= de verhevene vrouw) werden verliefd op elkaar, maar ze wisten niet hoe ze zich konden verenigen. Izanami vertelde aan Izanagi dat haar iets ontbrak en Izanagi zei tegen haar dat hij iets te veel had. Ze besloten die twee te verenigen in een ritueel. Het ritueel ging als volgt: zij zou langs rechts om een heilige pilaar draaien en hij langs links. Waar ze elkaar troffen zouden ze één worden. Toen ze samenkwamen sprak Izanami als eerste.
Het resultaat was een kind met het lichaam van een kwal. Izanagi en Izanami vroegen hulp aan de andere goden om te weten wat verkeerd was gegaan. De andere goden ontdekten dat de misstap die ze hadden begaan kwam doordat Izanami als eerste had gesproken. Na dit te weten te zijn gekomen voerden ze het ritueel opnieuw uit en Izanami zweeg tot haar man het woord tot haar richtte. Dit keer kwamen uit hun vereniging de acht grote eilanden van Japan voort.

## De onderwereld
Izanami stierf en ging naar de onderwereld, de Yomi. Izanagi ging haar halen, maar toen hij zag dat zijn vrouw een demon was geworden ging hij terug zonder vrouw.

## De zon, maan en wind
Na zijn terugkomst uit Yomi nam Izanagi een bad om het vuil af te wassen. Daarbij ontstonden tientallen godheden, waaronder:
- Amaterasu, de zonnegodin, uit zijn linkeroog,
- Tsukuyomi (de maangod) uit zijn rechteroog:
- Susanoo (de wind- of stormgod) uit zijn neus.

Zowel over Amaterasu en Susa-no-o bestaan een aantal legenden.

## De voorouders van de keizerlijke familie
De kleinzoon van Amaterasu was Ninigi-no-mikoto. Hij had twee zonen: Ho-teri (vuurgloed) en Ho-ori (vuurschaduw). De kleinzoon van Ho-ori was Jimmu, de legendarische eerste keizer van Japan.
Mythologie van A tot Z · Categorie